# Army Men: Turf Wars
Army Men: Turf Wars — видеоигра, разработанная Mobius Entertainment и изданная The 3DO Company только для Game Boy Advance. Игра вышла 29 сентября 2002 года.

## Сюжет
Армия Тана, возглавляемая генералом Пластро, находится в наступлении с секретным оружием — Суперзащитным компьютером (SDC). SDC помогает Генералу Пластро и его армии в разработке нового мощного оружия, чтобы постоянно побеждать полковника Гримма и Зеленую армию, отправляя их вглубь своей собственной территории.

## Мультиплеер
Новинка в серии, по крайней мере на Game Boy Advance, является полная поддержка четырех игроков за счет использования соединительного кабельного порта. Теперь вы можете узнать, кто настоящий герой, когда вы сражаетесь с тремя друзьями, которые играют на других системах. Есть несколько режимов многопользовательских матчей, в том числе deathmatch и сражение на машинах.